# Moszczenica, Jastrzębie-Zdrój
Moszczenica (tiếng Đức: Moschczenitz) là một sołectwo ở phía tây nam của Jastrzębie-Zdrój, Silesian Voivodeship, miền nam Ba Lan. Đó là một ngôi làng độc lập nhưng đã trở thành một phần hành chính của Jastrzębie-Zdrój vào năm 1975. Nó có diện tích là 803 hecta và vào ngày 31 tháng 12 năm 2012, nó có 3.078 cư dân.

## Lịch sử
Ngôi làng được nhắc đến lần đầu tiên trong một tài liệu tiếng Latinh của Giáo phận Wrocław có tên Liber fundationis episcopatus Vratislaviensis từ khoảng năm 1305 như là một mục trong Moschenicza debse esse XXIII) mansi. Việc tạo ra ngôi làng là một phần của chiến dịch định cư lớn hơn diễn ra vào cuối thế kỷ 13 trên lãnh thổ của cái mà sau này được gọi là Thượng Silesia. Một giáo xứ Công giáo cũng được thành lập trong quá trình này. Về mặt chính trị, ngôi làng thuộc về Lãnh địa Racibórz, bên trong Ba Lan bị chia cắt thời phong kiến. Năm 1327, công tước trở thành một thái ấp của Vương quốc Bohemia, sau năm 1526 trở thành một phần của chế độ quân chủ Habsburg. Sau chiến tranh Silesian, nó trở thành một phần của Vương quốc Phổ. Từ thế kỷ 16 đến thế kỷ 19, ngôi làng thuộc về quốc gia Wodzisław. Trong những năm 1954-1975 Moszczenica là một phần của Huyện Wodzisław.